# Antoni Podleś
Antoni Podleś (ur. 19 listopada 1934 w Szczawinie, zm. 31 stycznia 1997 w Rypinie) – polski ksiądz katolicki; liturgista; doktor teologii pastoralnej; kanonik honorowy kapituły kolegiackiej pułtuskiej; pierwszy proboszcz parafii św. Stanisława Kostki w Rypinie; dziekan dekanatu rypińskiego.

## Życiorys

### Dzieciństwo i młodość
Antoni Podleś urodził się 19 listopada 1934 w Szczawinie jako dziecko Jana i Marianny. Po ukończeniu Niższego Seminarium Duchownego w Płocku i zdaniu w 1952 roku matury, wstąpił do tamtejszego wyższego seminarium duchownego.

### Kapłaństwo i praca naukowa
8 czerwca 1958 roku przyjął święcenia diakonatu, a 22 czerwca 1958 roku w Pomiechowie z rąk biskupa płockiego Tadeusza Pawła Zakrzewskiego otrzymał święcenia kapłańskie. Następnie pełnił funkcje wikariusza w Gostyninie, Przasnyszu i – od 1961 roku – w parafii Trójcy Świętej w Rypinie.
Na skutek nacisków władz politycznych został przeniesiony do Nasielska. 27 czerwca 1968 został proboszczem parafii pw. św. Jadwigi Śląskiej w Białej koło Płocka i był nim do 1982 roku. Jednocześnie podjął badania odnalezionego w Monachium „Pontyfikału Płockiego”. Uzyskane wyniki stanowiły podstawę jego rozprawy doktorskiej pt. Pontyfikał płocki z XII wieku wydanej w formie książkowej w 1986 r. przez Płockie Wydawnictwo Diecezjalne. Przedmowę napisał Aleksander Gieysztor.

### Proboszcz rypiński i budowa kościoła
11 kwietnia 1982 roku biskup płocki Bogdan Sikorski erygował w Rypinie nową parafię pw. św. Stanisława Kostki, a 3 maja mianował jej proboszczem ks. Antoniego Podlesia, z zadaniem wybudowania kościoła parafialnego.
Kościół Najświętszego Serca Jezusowego w Rypinie powstał w latach 1984-1990. Ponadto ks. Podleś opiekował się jeszcze dwoma obiektami: kaplicą św. Barbary i kaplicą szpitalną w Rypinie. Od 1993 roku pełnił funkcję dziekana dekanatu rypińskiego.
19 września 1990 roku uzyskał tytuł kanonika honorowego Kapituły Kolegiackiej Pułtuskiej. Jako liturgista wykładał w Wyższym Seminarium Duchownym w Toruniu. W 1996 roku Rada Miasta Rypina nadała mu tytuł „Zasłużony dla miasta Rypina”.

### Choroba, śmierć i pogrzeb
Na skutek choroby zmarł wieczorem 31 stycznia 1997 roku na oddziale wewnętrznym szpitala w Rypinie.
Jego pogrzeb odbył się 2 lutego 1997. Mszy świętej żałobnej w wybudowanej przez niego świątyni przewodniczył biskup płocki Zygmunt Kamiński. Został pochowany na cmentarzu parafialnym w Rypinie przy kaplicy cmentarnej.